# Seznam uměleckých realizací ve veřejném prostoru v Hostavicích
Seznam uměleckých realizací v Hostavicích v Praze 14 obsahuje tvorbu výtvarných umělců umístěnou ve veřejném prostoru v katastrálním území Hostavice. Seznam je řazen podle ulic a nemusí být úplný.

## Seznam uměleckých realizací
| Název       | Fotografie                                                | Lokace                                        | Autor                 | Rok  | Popis         | Poznámka                                                                          |
| ----------- | --------------------------------------------------------- | --------------------------------------------- | --------------------- | ---- | ------------- | --------------------------------------------------------------------------------- |
| Úrodná země | Kategorie „Sedící dívka (Hostavice)“ na Wikimedia Commons | Pilská 9 50°5′28,29″ s. š., 14°33′40,7″ v. d. | Jaroslav Brož (*1935) | 1982 | socha, mramor | Zámek Hostavice, roku 2016 přemístěna od mateřské školy v Kyjích, Kostlivého 1218 |